# Malapterurus electricus
O peixe-gato-elétrico, siluro-elétrico ou malapteruro (Malapterurus electricus) é um peixe-gato do gênero Malapterurus. Com músculos modificados em volta do corpo, que emitem descargas elétricas de 400 volts, este peixe-gato tropical africano produz choques elétricos para atordoar presas e afugentar os predadores. As descargas elétricas são mais frequentes ao pôr do Sol.